# Jesús María (kommun i Colombia, Santander, lat 5,86, long -73,84)
Jesús María är en kommun i Colombia.   Den ligger i departementet Santander, i den centrala delen av landet, 140 km norr om huvudstaden Bogotá. Antalet invånare är 3 455.